# Sidération myocardique
En médecine, la sidération myocardique est définie par « une dysfonction contractile transitoire secondaire à un épisode transitoire lui aussi d’hypoperfusion coronaire ».
Jusqu'ici, le traitement de cette dysfonction contractile demeure difficile. Les choix de traitement se divisent entre le traitement symptomatique et l'approche cardioprotectrice.
On observe cette dysfonction dans le cas du Syndrome de tako-tsubo.